# Cámara de Personas con Discapacidad de Estonia

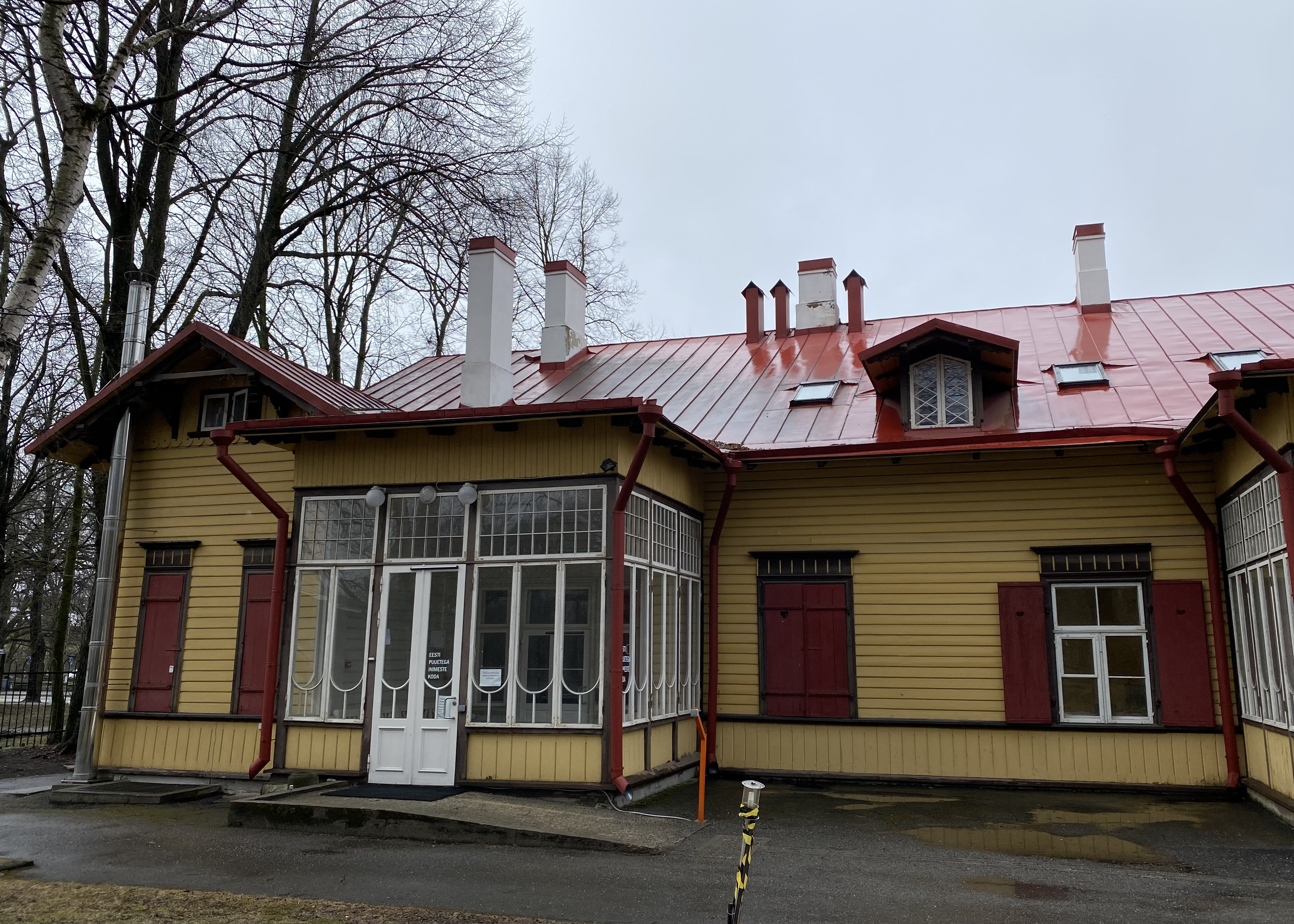
La oficina de la Cámara en Tallinn, Estonia.

La Cámara de Personas con Discapacidad de Estonia (en estonio, Eesti Puuetega Inimeste Koda) es la asociación más grande de personas con discapacidad de Estonia. La Cámara funciona como una organización paraguas sin ánimo de lucro que une a organizaciones de personas con discapacidad en Estonia desde 1993. El objetivo de las actividades de la Cámara de Personas con Discapacidad de Estonia es mejorar los medios de vida, la calidad de vida y la inclusión social de las personas con discapacidad.

## Historia
La Cámara de Personas con Discapacidad de Estonia se fundó en febrero de 1993 y se registró el 27 de abril de 1994 en el registro de empresas. El 1 de octubre de 1997 se añadió al registro de organizaciones y fundaciones sin ánimo de lucro.

## Presidencia y la junta
La organización ha sido dirigida por cuatro presidentes de la junta y siete directores. A partir de 2022, Maarja Krais-Leosk es la directora ejecutiva de la Cámara y Meelis Joost el presidente de la junta.

## Cooperación internacional
La Cámara de Personas con Discapacidad de Estonia ha estado cooperando con el Foro Europeo de Discapacidad (EDF) desde el año 2000. En 2001, la cámara fue aceptada como miembro observador con derecho a representar los intereses de las personas con discapacidad estonia en la organización paraguas paneuropea. La cámara se convirtió en miembro de pleno derecho en 2004, después de que Estonia se uniera a la Unión Europea. La Cámara de Personas con Discapacidad de Estonia llegó al nivel internacional en gran medida bajo el liderazgo de Meelis Joost, especialista jefe de relaciones exteriores desde hace mucho tiempo y actual presidente de la junta.
Desde 2008, la Cámara de Personas con Discapacidad de Estonia es miembro del Foro Europeo de Pacientes (EPF), y también coopera con la organización paraguas europea para las enfermedades raras, EURORDIS. La mayoría de sus numerosos proyectos internacionales fueron financiados por la Unión Europea y los países nórdicos. Sus experiencias también se comparten con organizaciones de Georgia, Kazajistán y Ucrania. Además, la Cámara de Personas con Discapacidad de Estonia es uno de los cinco fundadores de la Eesti Agrenska Fond, fundación conjunta estonio-sueco para niños y familias con discapacidad que opera desde 2001.  

## Miembros
La Cámara consta de 16 cámaras regionales de personas con discapacidad, 32 sindicatos y asociaciones nacionales específicas para personas con discapacidad y 5 miembros de apoyo. En total, la red representa a unas 285 organizaciones de varios tipos y niveles. 
Tanto la Cámara como las organizaciones que la integran reciben fondos provenientes del impuesto sobre el juego del Fondo de Estonia para las Personas con Discapacidad. El Fondo de Estonia para las Personas con Discapacidad es un socio estratégico del Ministerio de Asuntos Sociales de Estonia.

## Enlaces
- Página de inicio de la Cámara de Personas con Discapacidad de Estonia
- Canal de YouTube de la Cámara de Personas con Discapacidad de Estonia